# Ахметов, Хамза Раисович
Хамза Раисович Ахметов (3 июля 1958, Староихсаново, Башкирская АССР — 13 октября 2007) — российский государственный и политический деятель. Депутат Палаты Представителей Государственного Собрания РБ, Депутат Государственного Собрания Курултай Республики Башкортостан, Глава администрации Кармаскалинского района (2000—2007), Действительный государственный советник Республики Башкортостан 3 класса, Подполковник запаса Вооруженных сил Российской Федерации.

## Биография

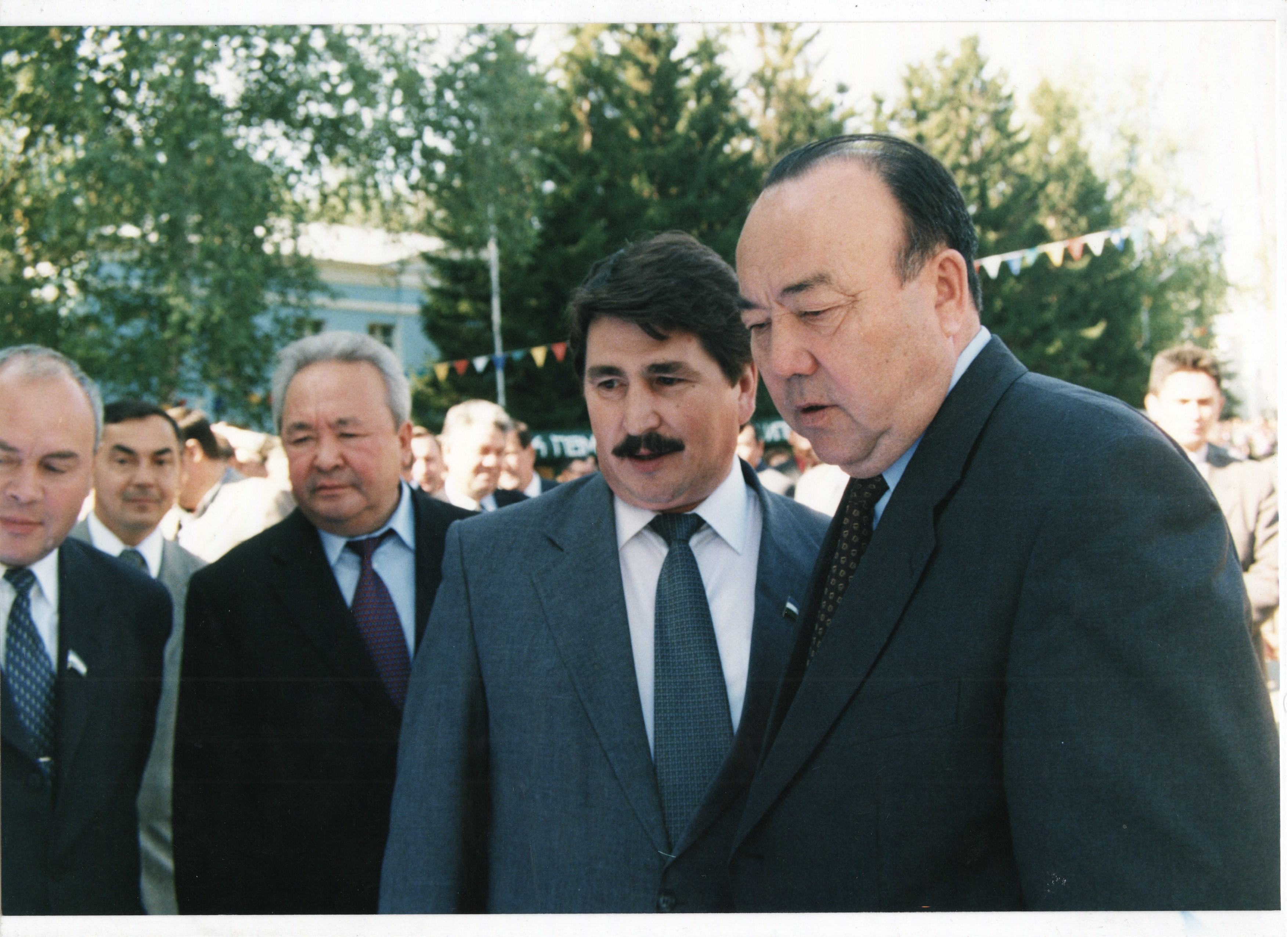
К. Б. Толкачёв, Р. И. Байдавлетов, Х. Р. Ахметов, М. Г. Рахимов.

Родился 3 июля 1958 г., д. Старо-Ихсаново Чекмагушевского района БАССР; окончил Башкирский сельскохозяйственный институт, ученый агроном; Свердловскую высшую партийную школу; Башкирскую академию государственной службы и управления при Президенте Республики Башкортостан.
- 1975—1980 — студент БСХИ
- 1980—1983 — агроном колхоза им. Шаймуратова Кармаскалинского района[4]
- 1983—1984 — второй секретарь Кармаскалинского РК ВЛКСМ[5]
- 1984—1987 — первый секретарь Кармаскалинского РК ВЛКСМ[6]
- 1987—1989 — слушатель СВПШ[7]
- 1989—1990 — инструктор организационного отдела райкома КПСС[8]
- 1990—1992 — зам. председателя колхоза им. Шаймуратова[9]
- 1992—1998 — глава Шаймуратовской сельской администрации[10]
- 1998—2000 — начальник управления сельского хозяйства, первый заместитель главы администрации Кармаскалинского района[11]
- 2000—2007 — глава администрации Кармаскалинского района.[2]

Умер 13 октября 2007 года.

## Образование
- 1975—1980 Башкирский сельскохозяйственный институт (ныне Башкирский государственный аграрный университет); Агрономический факультет; Специальность «учёный агроном»
- 1987—1989 Свердловская высшая партийная школа (ныне Уральская академия государственной службы)

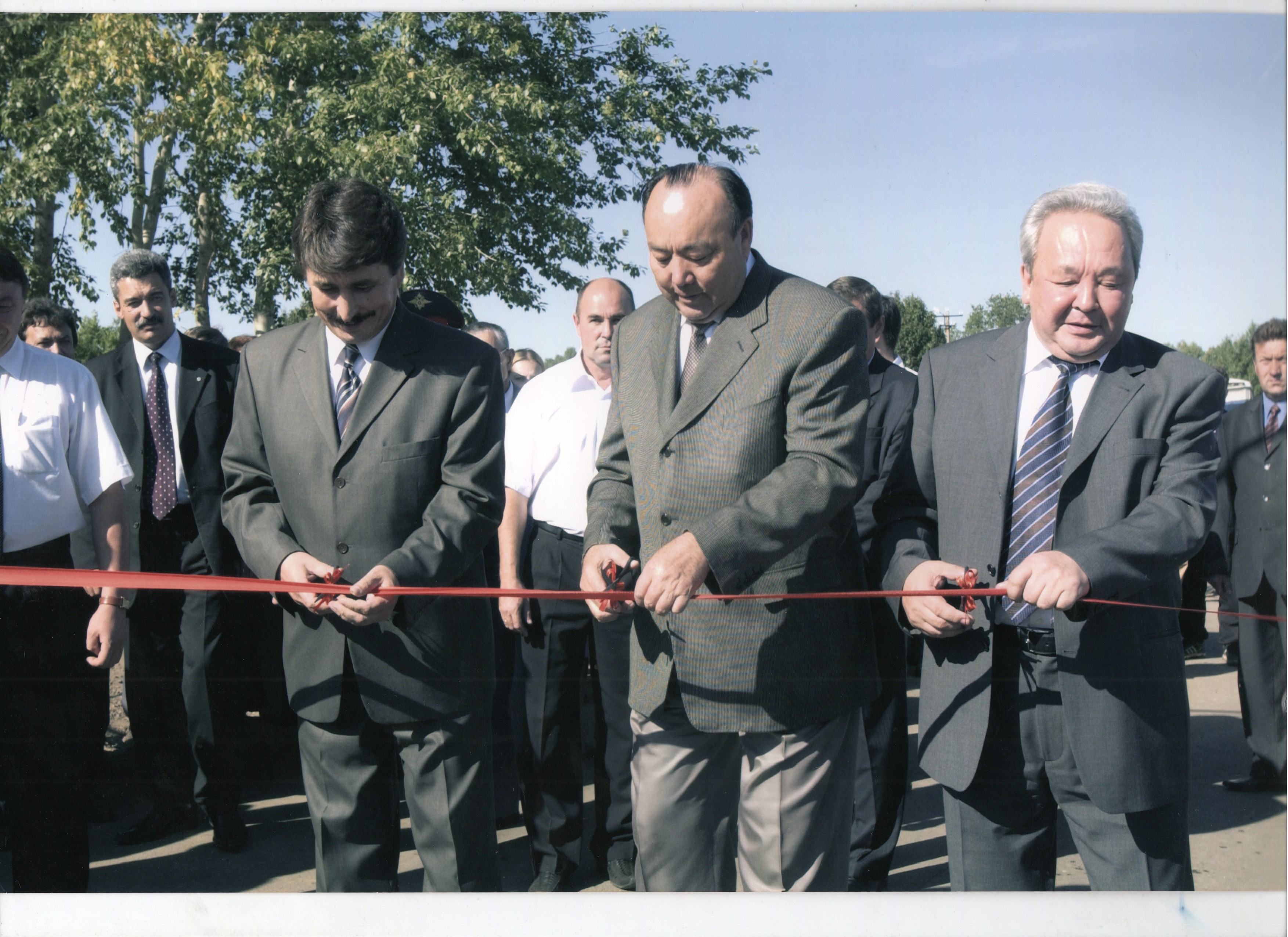
Хамза Ахметов, Президент РБ Муртаза Рахимов и Премьер-министр Рафаэль Байдавлетов. 2004 год

- 2004—2007 Башкирская академия государственной службы и управления при Президенте Республики Башкортостан; юридический факультет, кафедра государственного и административного права; Специальность «юриспруденция государственно-правовой специализации»

## Награды
- Почётное звание «Заслуженный работник сельского хозяйства Республики Башкортостан» (Указ Президента Республики Башкортостан от 28 июля 1999 года N УП-504) — За заслуги в области сельского хозяйства[13]
- Медаль «За заслуги в проведении Всероссийской переписи населения»[14]
- Почётный работник общего образования Российской Федерации[15]
- Медаль «За заслуги в проведении Всероссийской сельскохозяйственной переписи 2006 года»[16]
- Медаль «Единство-Солидарность-Справедливость»